# Conferência Interaliada das Mulheres

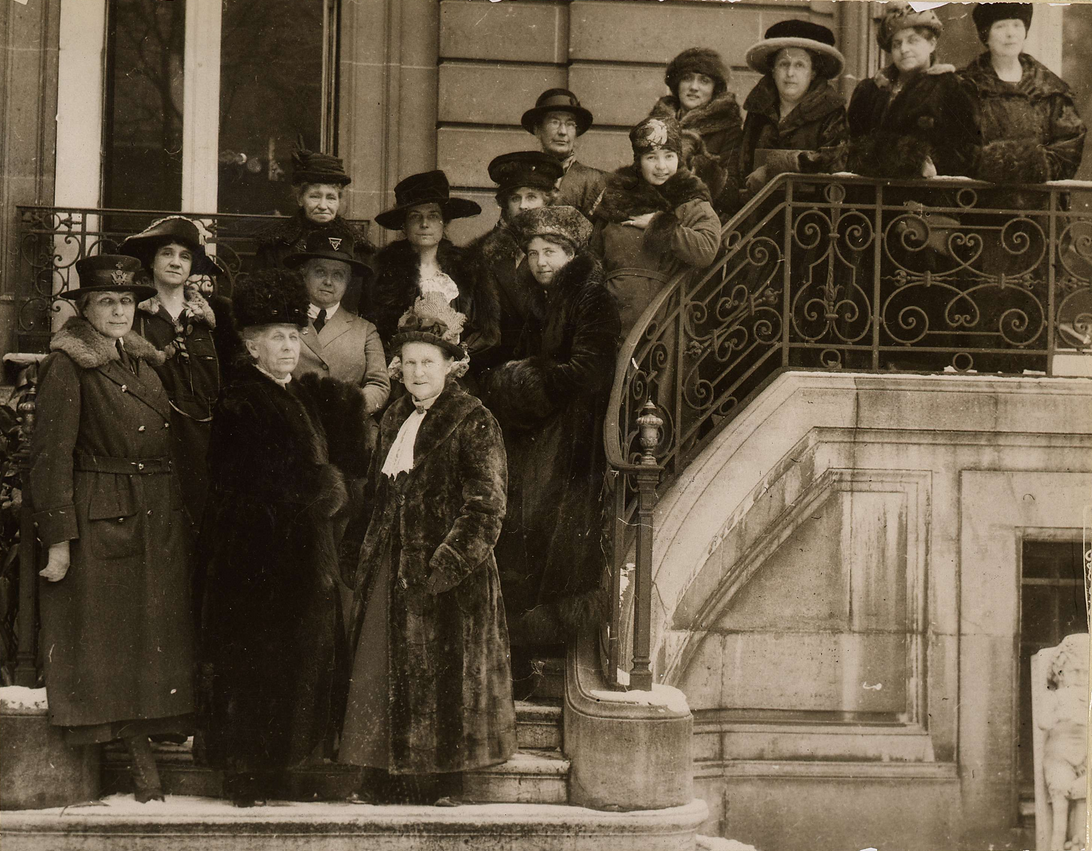
Participantes da Conferência Interaliada das Mulheres em Fevereiro: Primeira fila, da esquerda para a direita: Florence Jaffray Harriman (EUA); Marguerite de Witt-Schlumberger (França); Marguerite Pichon-Landry (França). Segunda fila: Juliet Barrett Rublee (EUA); Katharine Bement Davis (EUA), Cécile Brunschvicg (França). Terceira fila: Millicent Garrett Fawcett (Reino Unido); Ray Strachey (Reino Unido); Rosamond Smith (Reino Unido). Quarta linha: Jane Brigode (Bélgica); Marie Parent (Bélgica). Quinta fila: Nina Boyle (África do Sul); Louise van den Plas (Bélgica). Sexta fila: Graziella Sonnino Carpi (Itália); Eva Mitzhouma (Polônia)

A Conferência Interaliada das Mulheres (também conhecida como Conferência Sufragista dos Países Aliados e dos Estados Unidos) foi inaugurada em Paris em 10 de fevereiro de 1919. Uma conferência paralela à Conferência de Paz de Paris, foi convocada para introduzir as questões da mulher no processo de paz após o fim da Primeira Guerra Mundial. Líderes no movimento internacional do sufrágio feminino foram negadas várias vezes a oportunidade de participar nos procedimentos oficiais antes de finalmente serem autorizadas a fazer uma apresentação perante a Comissão para a Legislação Internacional do Trabalho. Finalmente, em 10 de Abril, as mulheres foram autorizadas a apresentar uma resolução à Comissão da Liga das Nações. Esta resolução abrangia o tráfico e a venda de mulheres, o seu estatuto político e de sufrágio e a transformação da educação de modo a incluir os direitos humanitários de todas as pessoas em cada nação.
Embora as mulheres envolvidas não tenham conseguido alcançar muitos de seus objetivos, seus esforços marcaram a primeira vez que as mulheres puderam participar formalmente de uma negociação de um tratado internacional. Elas conseguiram obter o direito de as mulheres servirem em todas as capacidades, seja como funcionárias ou delegadas, na organização da Liga das Nações, bem como disposições para condições de trabalho humanitárias e para a prevenção do tráfico de mulheres e crianças. O fato de as mulheres terem sido permitidas a participar na conferência de paz formal validou a sua capacidade de participar na elaboração de políticas internacionais e globalizou o debate sobre os direitos humanos.

## Histórico

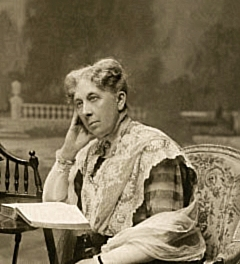
Marguerite de Witt-Schlumberger, organizadora da conferência

As consequências da Primeira Guerra Mundial foram profundas: quatro impérios caíram; numerosos países foram criados ou recuperaram sua independência; e mudanças significativas foram feitas no clima político, cultural, econômico e social do mundo. A Conferência de Paz de Paris de 1919 foi o fórum inicial para estabelecer os termos da paz; foi, por concepção, uma conferência global com representação de 33 nações, preocupada com um amplo mandato que se estendeu ao estabelecimento de uma nova comunidade internacional baseada em princípios morais e jurídicos. Como tal, apelou às organizações não governamentais (ONG) para que apoiassem o seu trabalho. Foi o foco das ONGs e dos grupos de pressão ansiosos por fazer avançar as suas agendas através de uma campanha de sensibilização vigorosa.
Inicialmente, os organizadores da Conferência de Paz tinham planejado elaborar os tratados com base nas sessões plenárias. A necessidade de restaurar a estabilidade, o sigilo e o progresso rápido, no entanto, impediu que as sessões públicas o fizessem. Em vez disso, as reuniões do Conselho Supremo, chefiadas pelo Primeiro Ministro e Ministro das Relações Exteriores de cada uma das Principais Potências—Reino Unido, França, Itália, Japão e EUA—serviram como sessões de negociação para os representantes presentes. Cinquenta e duas comissões separadas e numerosos comitês, formados por diplomatas, especialistas em políticas e outros especialistas, elaboraram os artigos dos vários tratados e os apresentaram como recomendações ao Conselho Supremo. Entre as diversas comissões estavam a Comissão de Questões Trabalhistas e a Comissão da Liga das Nações, que eventualmente concordaria em se reunir com as representantes das mulheres.
Enquanto os líderes mundiais se reuniam para negociações para redigir termos de paz após os armistícios, Marguerite de Witt-Schlumberger—vice-presidente da Aliança Internacional da Mulher e presidente da organização auxiliar, a União Francesa para o Sufrágio Feminino—escreveu uma carta datada de 18 de janeiro de 1919 ao presidente dos EUA, Woodrow Wilson, instando-o a permitir que as mulheres participem das discussões que informariam as negociações do tratado e a elaboração de políticas. Preocupadas com os crimes de guerra cometidos contra as mulheres e com a falta de uma saída formal para a agência política feminina, as sufragistas francesas escreveram novamente a Wilson em 25 de Janeiro. Enfatizaram que, uma vez que algumas mulheres lutaram ao lado dos homens e que muitas mulheres apoiaram os homens na guerra, as questões relacionadas com as mulheres deveriam ser abordadas na conferência. Embora Wilson tenha reconhecido a sua participação e sacrifícios, recusou-se a conceder às mulheres um papel oficial no processo de paz, argumentando que as suas preocupações estavam fora do âmbito das discussões e que os delegados da conferência não estavam em posição de dizer aos governos como gerir os seus assuntos internos.
Uma delegação de 80 mulheres francesas chefiada por Valentine Thomson, editora de La Vie Feminine e filha do ex-ministro Gaston Thomson, reuniu-se com o Presidente Wilson no dia 1 de Fevereiro em Villa Murat para insistir na sua inclusão nas deliberações da conferência de paz. A sua resposta foi semelhante à sua posição anterior de que as questões do emprego poderiam ser discutidas, mas os direitos civis e políticos das mulheres eram questões domésticas. Durante a Conferência Internacional do Trabalho e do Socialismo, realizada em Berna, Suíça, entre 3 e 8 de Fevereiro, as mulheres participantes da Liga Internacional de Mulheres pela Paz e Liberdade realizaram uma reunião especial organizada por Rosika Schwimmer, embaixadora húngara na Suíça e fundadora da Associação Feminista Húngara. Os delegados da Conferência de Berna decidiram apoiar uma Liga das Nações democraticamente formada e a participação das mulheres na Conferência de Paz de Paris.
Em resposta, mulheres da União Francesa para o Sufrágio Feminino e do Conselho Nacional das Mulheres Francesas, agindo sob a liderança de de Witt-Schlumberger, convidaram colegas internacionais a reunir-se em Paris numa conferência paralela agendada para 10 de Fevereiro. Enviaram convites a organizações envolvidas no movimento de sufrágio em todas as nações aliadas, solicitando aos delegados que participassem numa conferência de mulheres para apresentarem as suas opiniões e preocupações aos delegados da conferência "oficial". Paralelamente, as feministas francesas trabalharam para persuadir os delegados masculinos a apoiar o envolvimento das mulheres, pois estavam convencidas de que a cooperação internacional e a coordenação eram necessárias para resolver os problemas socioeconômicos internos. Entre as mulheres que responderam ao apelo para participarem como delegadas ou trazerem informações sobre as condições nos seus países encontravam-se representantes da França, Itália, Reino Unido e EUA, bem como da Armênia, Bélgica, Nova Zelândia, Polônia, Romênia e África do Sul.

## Ações

### Fevereiro

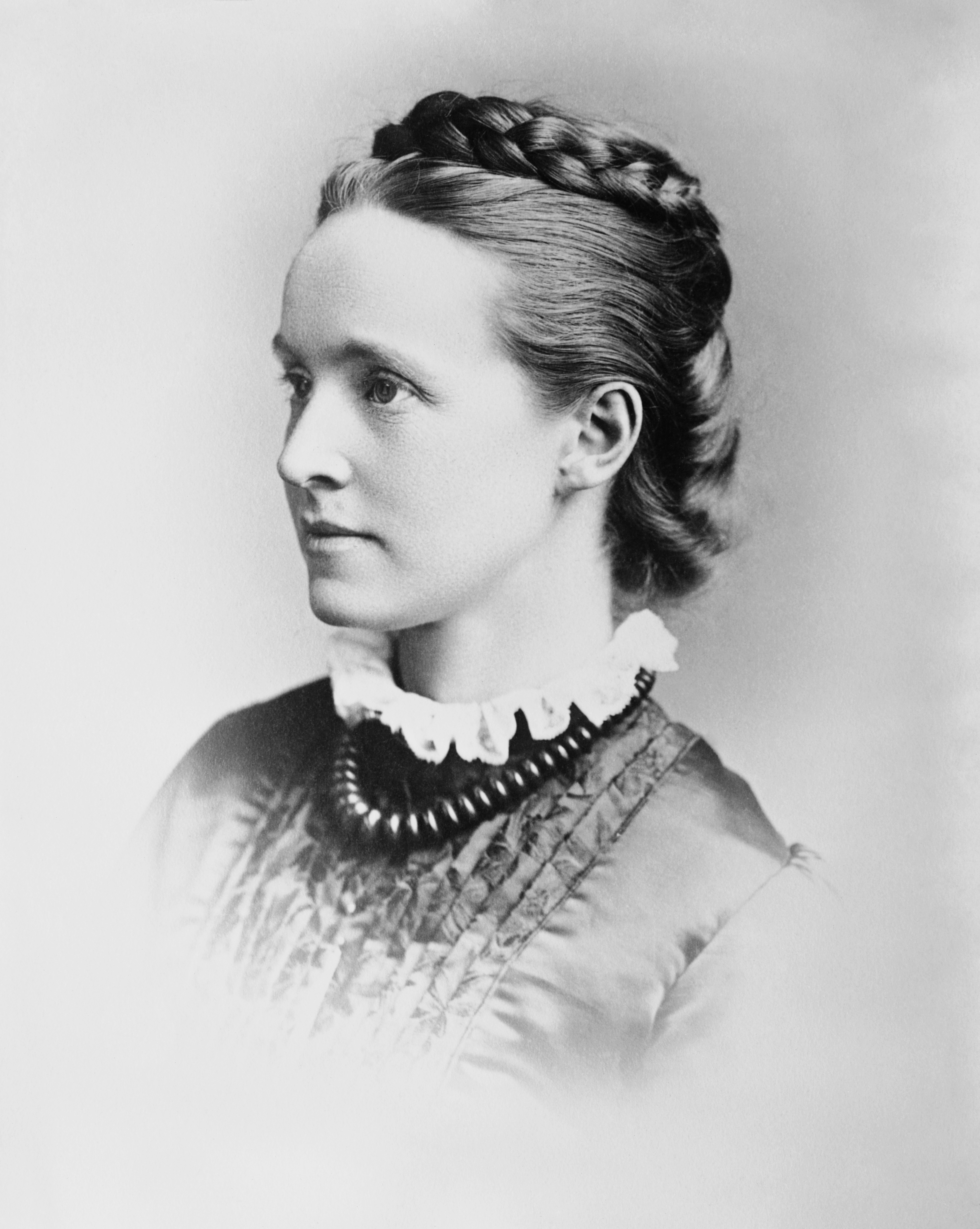
Millicent Fawcett

As negociações da Conferência de Paz de Paris tiveram lugar de Janeiro a Maio de 1919, enquanto a conferência de mulheres se realizou de meados de Fevereiro a meados de Abril. Em 10 de Fevereiro, quando a conferência feminina foi aberta, Thomson e Louise Compain, escritora e membra da União Francesa para o Sufrágio Feminino, começaram a servir como editores e tradutoras da secretária da conferência feminina, Suzanne Grinberg, advogada, vice-presidente da Association du Jeune Barreau em Paris e secretária do comitê central da União Francesa para o Sufrágio Feminino. Constance Drexel, uma repórter germano-americana de jornal, escreveu despachos diários para o Chicago Tribune Foreign News Service e colaborou com as delegadas femininas durante a conferência.
No dia 11 de Fevereiro, uma delegação chefiada pela presidente Millicent Fawcett, líder do movimento de sufrágio britânico e presidente da União Nacional das Sociedades de Sufrágio Feminino, apelou a Wilson. A delegação incluía Zabel Yesayan da Armênia, que apresentou um relatório sobre mulheres na Armênia e Macedônia sendo capturadas durante a guerra e detidas em haréns; Margherita Ancona, presidente da Federação Nacional Pró-Sufrágio da Itália; e Nina Boyle (União Sul-Africana), membra da Liga da Liberdade Feminina e jornalista. Entre as delegadas belgas encontravam-se Jane Brigode, presidente da Federação Belga para o Sufrágio, e Marie Parent, presidente do Conselho Nacional Belga das Mulheres e Liga para os Direitos das Mulheres. Também estiveram presentes as delegadas britânicas Ray Strachey, membra da União Nacional das Sociedades de Sufrágio Feminino e Rosamund Smith. As mulheres francesas que participaram na delegação foram de Witt-Schlumberger; Cécile Brunschvicg, fundadora da União Francesa para o Sufrágio Feminino e sua primeira secretária geral; e Marguerite Pichon-Landry, presidente da seção de legislação do Conselho Nacional das Mulheres Francesas. As delegadas dos EUA foram Katharine Bement Davis, chefe do Departamento de Higiene Social da Mulher do governo dos EUA; Florence Jaffray Harriman, presidente do Comitê de Mulheres do Partido Democrático; e Juliet Barrett Rublee, membra da Liga Nacional de Controle de Natalidade e da Cornish [New Hampshire] Equal Suffrage League. A delegação perguntou se poderia ser incluída na conferência uma Comissão das Mulheres para abordar as preocupações das mulheres e das crianças. Na reunião, Wilson sugeriu, em vez disso, que os diplomatas masculinos da conferência de paz formassem uma Comissão das Mulheres para a qual a Conferência Interaliada das Mulheres pudesse servir como conselheiras.
No dia seguinte, uma delegação quase idêntica à que se encontrou com Wilson, reuniu-se com o Presidente francês Raymond Poincaré e a sua mulher, Henriette, no Palácio do Eliseu. Ele incluía de Witt Schlumberger, Ruth Atkinson, presidente do ramo neozelandês em Nelson da União Cristã de Temperança da Mulher, e delegados da Bélgica, França, Itália, Reino Unido, e possivelmente Austrália. Também estavam presentes três mulheres dos EUA: Harriman, Rublee, e Harriet Taylor, chefe da YMCA na França. Em 13 de fevereiro, Wilson levou o pedido ao Conselho dos Dez—Arthur Balfour (Reino Unido), Georges Clemenceau (França), Robert Lansing (EUA), Barão Nobuaki Makino (Japão), Visconde Alfred Milner (Reino Unido), Vittorio Orlando (Itália), Stephen Pichon (França), Sidney Sonnino (Itália) e Wilson—juntamente com o Maharaja de Bikaner Ganga Singh (Índia) e outros dignitários. Mais uma vez, a proposta das mulheres foi rejeitada, tendo o Primeiro-Ministro Clemenceau recomendado que fossem encaminhadas para trabalhar com a Comissão do Trabalho.
A sua rejeição não impediu que as mulheres tentassem obter o apoio dos delegados da conferência de paz. Encontraram-se com Jules Cambon, Paul Hymans e Poincaré, todos eles concordando que o contributo das mulheres em questões como as deportações da Armênia, Bélgica, Grécia, França, Polônia e Sérvia e a venda de mulheres na Grécia e no Império Otomano eram questões pertinentes sobre as quais uma comissão de mulheres poderia recolher dados. No final de Fevereiro, algumas das mulheres que tinham vindo da Grã-Bretanha voltaram para casa e foram substituídas no início de Março por Margery Corbett Ashby, membra do conselho executivo da União Nacional das Sociedades de Sufrágio Feminino, e Margery Fry, uma reformadora penal, que em tempos foi presidente da seção de Birmingham da União Nacional das Mulheres Trabalhadoras e membra da Sociedade Constitucional para o Sufrágio das Mulheres. Também no final de Fevereiro, Graziella Sonnino Carpi da Unione femminile nazionale de Milão e Eva Mitzhouma da Polônia participaram na conferência de mulheres.

### Março
As delegadas da conferência das mulheres reuniram-se com delegados da conferência de paz de 16 países, esperando gerar apoio, pelo menos para permitir que as mulheres façam parte de comitês susceptíveis de lidar com questões relativas às mulheres e às crianças. Uma segunda delegação de mulheres, liderada por de Witt-Schlumberger, reuniu-se com o Conselho dos Dez, sem a presença de Wilson, no dia 11 de Março. Os delegados da Conferência de Paz presentes concordaram em permitir às mulheres uma audiência com a Comissão para a Legislação Internacional do Trabalho e a Comissão da Liga das Nações. Embora uma audiência fosse muito menor do que as mulheres queriam, permitir-lhes uma participação formal na negociação de um tratado internacional foi sem precedentes.
Em 18 de Março, sufragistas testemunharam perante a Comissão do Trabalho, dando uma panorâmica das condições de trabalho das mulheres. Além de Ashby (Reino Unido), várias das delegadas eram francesas. Entre elas, Brunschvicg; Eugénie Beeckmans, costureira e membra da Confederação Francesa dos Trabalhadores Cristãos; Georgette Bouillot, representante dos trabalhadores da Confédération générale du travail; Jeanne Bouvier, cofundadora do Office français du travail à domicile e sindicalista; Gabrielle Duchêne, cofundadora do Office français du travail à domicile, pacifista e membra do Conselho Nacional das Mulheres Francesas; e Maria Vérone, advogada, jornalista e secretária geral da Liga Francesa dos Direitos da Mulher. Delegadas de outros países incluíram Harriman (EUA); Marie d'Amalio-Tivoli, esposa do delegado da Conferência de Paz Mariano D'Amelio e Louise van den Plas (Bélgica), fundadora da Associação Féminisme chrétien de Belgique (Feminismo Cristão da Bélgica).
As resoluções que as delegadas da conferência das mulheres apresentaram ao presidente da Comissão do Trabalho, Samuel Gompers, cobriram uma variedade de questões, incluindo os perigos das condições de trabalho para a saúde. Foram feitas recomendações sobre a limitação das horas trabalhadas por dia e por semana, sobre o estabelecimento de um salário mínimo justo com base numa análise do custo de vida e sobre a igualdade de remuneração por trabalho igual, bem como sobre a regulamentação do trabalho infantil, da remuneração da maternidade e da educação técnica comercial. Pediram também que cada país criasse um corpo formal de mulheres membras para analisar e aconselhar sobre a política legislativa susceptível de afetar as mulheres. Duas sindicalistas dos EUA, Mary Anderson e Rose Schneiderman, chegaram a Paris muito tarde para participar na apresentação à Comissão do Trabalho. Em vez disso, reuniram-se com Wilson para insistir que as mulheres fossem permitidas a participar das estruturas de governança global. Embora ele tenha feito promessas de incluir as mulheres, elas não foram cumpridas. No final de março, as mulheres tinham persuadido os delegados a introduzir uma medida especificando que as mulheres poderiam servir em qualquer escritório da Liga das Nações. A resolução foi apresentada por Lord Robert Cecil e recebeu a aprovação unânime da Comissão da Liga das Nações em 28 de Março.

### Abril

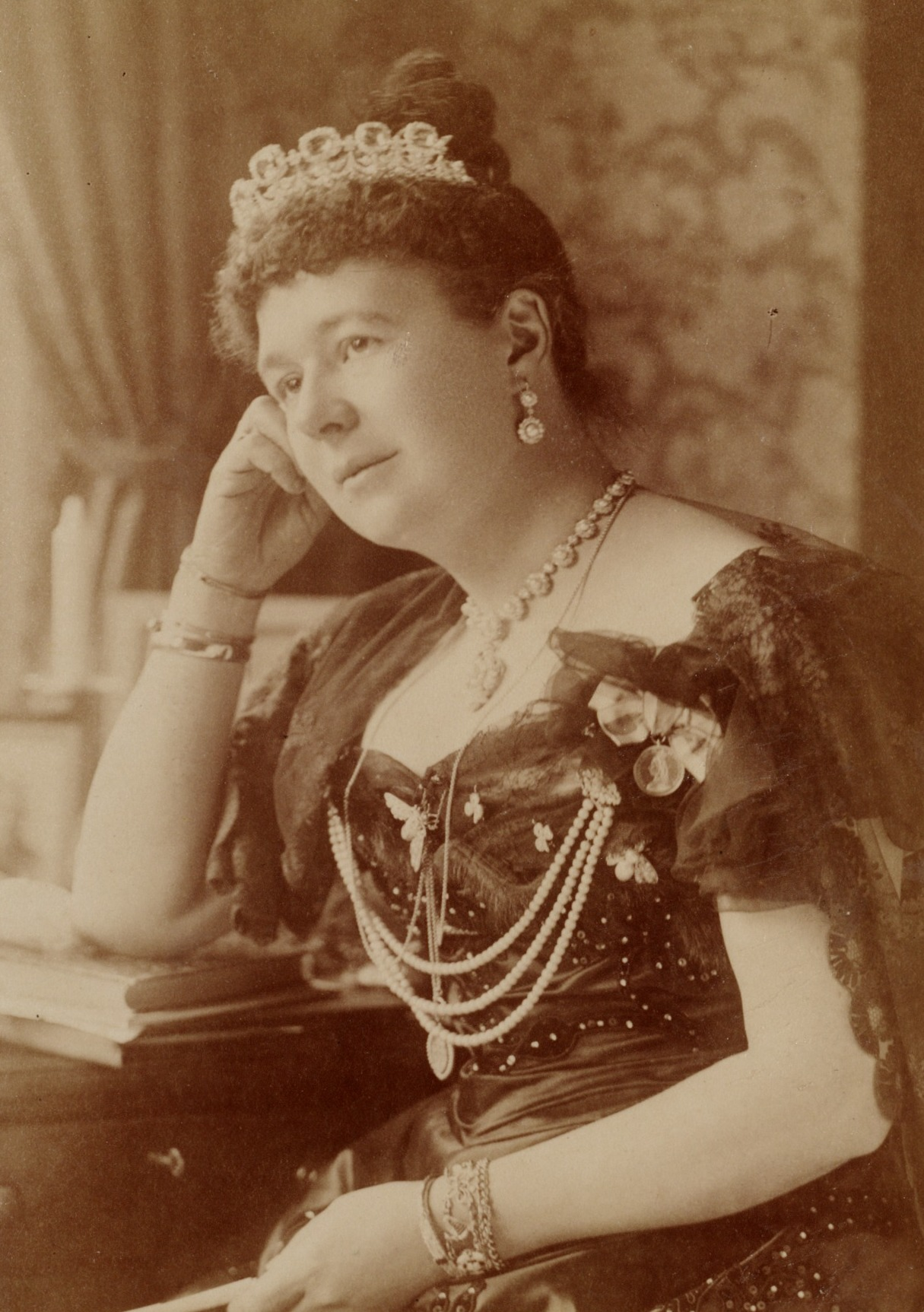
Lady Aberdeen

Lady Aberdeen, presidente do Conselho Internacional de Mulheres, chegou à conferência depois que as delegadas se reuniram com a Comissão do Trabalho para ajudar na preparação da apresentação à Comissão da Liga das Nações. Ela reuniu um grupo de mulheres para preparar uma resolução para ser lida aos delegados. Os documentos que prepararam centraram-se em três peças-chave: estado civil, estado político e direitos humanos. Argumentando que o estado civil das mulheres e das crianças não era adequadamente abordado no direito internacional, as delegadas da conferência das mulheres expressaram preocupação com os códigos civis que permitiam o casamento de crianças; toleraram a prostituição, o tráfico e a venda de mulheres e crianças; e tratavam as mulheres como bens móveis dos seus maridos e pais. Apelaram para que o direito internacional proporcione proteções nessas áreas, e propuseram a criação de uma instituição para proteger a saúde pública e aconselhar o público sobre higiene e doenças. A resolução assinalava que, enquanto as mulheres sofriam em tempo de guerra, elas também realizavam trabalhos que os soldados, que estavam fora lutando, não podiam fazer e apoiavam os esforços para garantir a segurança e o bem-estar de seus países. Pediram que o sufrágio fosse concedido às mulheres, permitindo-lhes participar no processo de governação. O último ponto do relatório das mulheres era que deveriam ser tomadas disposições para assegurar que, a nível internacional, o ensino básico proporcionasse formação sobre civilização e sobre as obrigações da cidadania, com uma ênfase no respeito pela humanidade, pelas culturas e pelos direitos humanos de todos os cidadãos de cada nação.

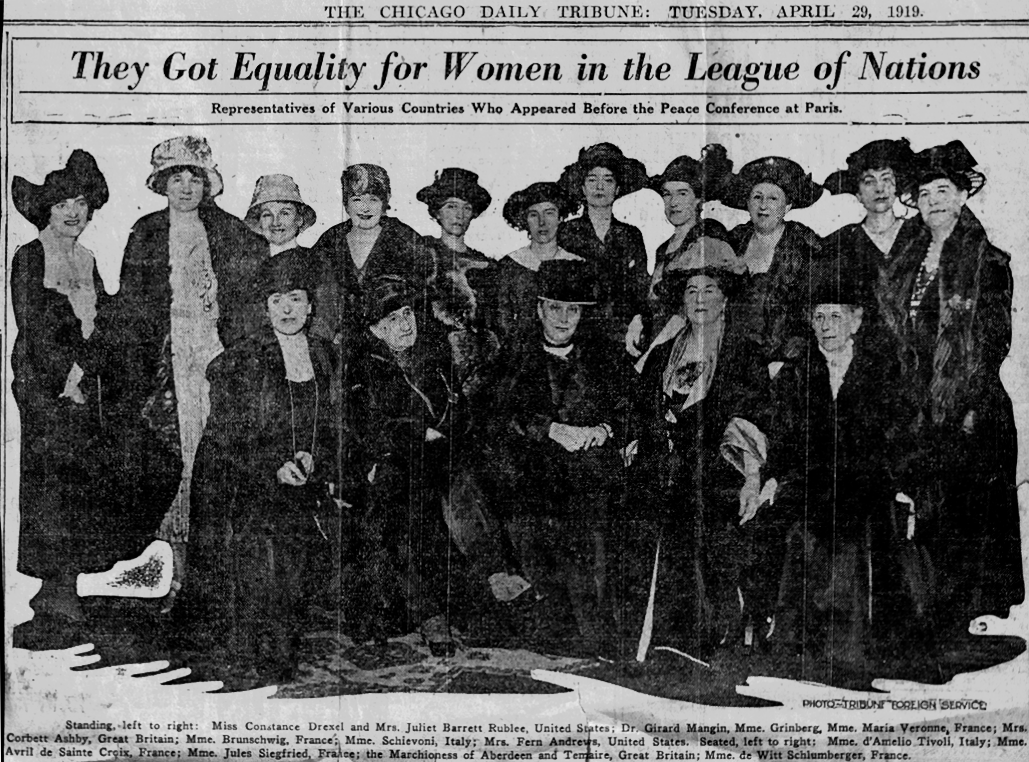
Participantes finais da conferência: Fila da frente (e-d): Maria d'Amelio-Tivoli (Itália), Avril de Sainte-Croix (França), Julie Siegfried (França), Lady Aberdeen (Reino Unido), Marguerite de Witt-Schlumberger (França). Fila de trás (e-d): Constance Drexel (EUA), Juliet Barrett Rublee (EUA), Nicole Girard-Mangin (França), Suzanne Grinberg (França), desconhecida, Maria Vérone (França), desconhecida, Margery Corbett Ashby (Reino Unido), Cécile Brunschvicg (França), Alice Schiavoni Bosio (Itália) e Fannie Fern Andrews (EUA).

Dezessete das delegadas da Conferência Interaliada das Mulheres participaram, no dia 10 de Abril, de uma apresentação à Comissão da Liga das Nações. Entre elas estavam Lady Aberdeen, de Witt Schlumberger, Ashby, Brunschvicg, Fry, Grinberg, Rublee, d'Amalio-Tivoli e Vérone. Outras mulheres francesas da delegação incluíam Gabrielle Alphen-Salvador da União Francesa para o Sufrágio Feminino, que fazia parte do comitê diretor do Conselho Internacional das Mulheres; Nicole Girard-Mangin, médica militar e ativista da União Francesa para o Sufrágio Feminino; Marie-Louise Puech, secretária da União Francesa para o Sufrágio Feminino; Avril de Sainte-Croix, jornalista e secretária do Conselho Nacional das Mulheres Francesas; e Julie Siegfried, presidente do Conselho Nacional das Mulheres Francesas. O restante da delegação incluía Elisa Brătianu, esposa do Primeiro Ministro da Romênia Ion I. C. Brătianu; Fannie Fern Andrews, professora canadense-americana, pacifista e membra do Partido da Mulher pela Paz, que fundou a Liga Americana pela Paz Escolar; e Alice Schiavoni Bosio, membra do Consiglio Nazionale delle Donne Italiane. As delegadas insistiram para que fosse concedido às mulheres igual acesso a todos os cargos, comissões e órgãos da Liga, e para que os governos que não concedessem igualdade às mulheres fossem impedidos de se tornarem membros. Argumentaram que, se as pessoas pudessem ter autodeterminação, as mulheres deveriam ter igualdade de oportunidades e o direito legal de fazer as suas próprias escolhas de vida. As exigências de sufrágio e de reconhecimento dos direitos civis, políticos e humanos das mulheres não tiveram êxito. No entanto, o Artigo 7 do Pacto da Liga das Nações, que foi incorporado no Tratado de Versalhes, admitiu as mulheres em todas as posições organizacionais da Liga.

## Resultado
Os delegados da conferência oficial de paz recusaram-se a ver a cidadania das mulheres e a agência política como uma preocupação internacional ou uma de direitos humanos. Em vez disso, especialmente no que diz respeito às mulheres casadas, os delegados defenderam que cada nação deveria ter a capacidade de determinar os seus próprios requisitos de cidadania. As sugestões da Conferência Interaliada das Mulheres sobre educação, trabalho e nacionalidade foram consideradas "muito radicais" para implementação e a maioria delas foi descartada sem muita consideração. O Pacto da Liga das Nações continha disposições que "os Estados membros devem promover condições de trabalho humanitárias para homens, mulheres e crianças, bem como prevenir o tráfico de mulheres e crianças".
Muitas feministas que inicialmente tinham apoiado a criação da Liga das Nações ficaram desiludidas com os termos finais do Tratado de Versalhes. Na Conferência de Paz de Zurique, organizada pelo Comitê Internacional de Mulheres pela Paz Permanente de 17 a 19 de maio de 1919, as delegadas vilipendiaram o Tratado por suas medidas punitivas e sua falta de disposições para condenar a violência. Também expressaram desprezo pela exclusão das mulheres da participação civil e política. As representantes das Mulheres pela Paz Permanente (rebatizada de Liga Internacional das Mulheres pela Paz e Liberdade na Conferência de Zurique) incorporaram muitos dos ideais da Conferência Interaliada das Mulheres na "Carta da Mulher", que eventualmente adotaram. A Organização Internacional do Trabalho, quando foi fundada como uma agência da Liga das Nações, adotou a ideia das mulheres de salário igual para trabalho igual em seu preâmbulo constitucional. Os seus documentos de governo também especificavam que deveria ser nomeada uma mulher delegada para participar na Conferência Internacional do Trabalho, sempre que se discutissem questões relativas às mulheres.
As mulheres líderes trabalhistas, também insatisfeitas com o resultado das negociações, tinham a intenção de participar da Conferência Internacional do Trabalho de novembro, programada para ser realizada em Washington, D.C. Margaret Dreier Robins, presidente da Liga Sindical das Mulheres, estava convencida de que as mulheres seriam novamente impedidas de participar nos procedimentos oficiais. Para evitar tal resultado, ela liderou o Congresso Internacional das Mulheres Trabalhadoras, que se reuniu em 29 de outubro para preparar uma agenda de pontos importantes. Durante os dez dias da conferência, as mulheres adotaram na sua resolução muitas das normas laborais e garantias dos direitos dos trabalhadores que as delegadas da conferência das mulheres tinham proposto. A participação posterior e os discursos de autoridade feitos por muitas das delegadas do Congresso das Mulheres Trabalhadoras na Conferência Internacional do Trabalho resultaram na aprovação de normas internacionais de trabalho para a licença maternidade, o horário de trabalho e o trabalho infantil (embora estas fossem inferiores às propostas pelas mulheres em questão).

## Legado
Durante a Segunda Guerra Mundial, os arquivos feministas franceses, juntamente com outros da Bélgica, Liechtenstein e Holanda, incluindo os Arquivos Internacionais do Movimento das Mulheres, foram saqueados pelos nazistas. À medida que as forças soviéticas avançavam nos territórios detidos pela Alemanha Nazista, eles confiscavam os registros e os levavam para Moscou, onde foram guardados no secreto Arquivo Osobyi (Em russo: Особый архив) do KGB. Descobertas no início da década de 1990, as reformas políticas da glasnost e da perestroika acabaram por conduzir à repatriação dos documentos para os seus respectivos países de origem. Os registros dos arquivos franceses foram entregues em dois comboios em Fevereiro e Novembro de 2000 e catalogados pelo Departamento de Arquivos do Ministério dos Negócios Estrangeiros. Foi determinado pelos herdeiros das feministas, cujas obras tinham sido roubadas, que um arquivo público seria benéfico e a Association des archives féministes (Associação dos Arquivos Feministas) foi fundada para criar o Archives du Féminisme na Universidade de Angers. Após dois anos de triagem e catalogação dos materiais, o arquivo foi aberto, permitindo que os estudiosos começassem a acessar e avaliar os documentos.
Como as reuniões iniciais das mulheres com os delegados da Conferência de Paz e do Conselho dos Dez não fizeram parte dos registros oficiais da conferência, e os arquivos franceses foram efetivamente perdidos, a bolsa de estudos sobre a Conferência Interaliada das Mulheres não surgiu até o século 21. Estes novos estudos sobre a Conferência mostraram que as mulheres eram participantes ativas no processo de paz e desejavam assumir papéis públicos na definição das políticas internacionais no final da Primeira Guerra Mundial. A historiadora Glenda Sluga, membra da Academia Australiana de Humanas, afirma que as participantes viam "a autodeterminação feminina como o corolário da democratização das nações". Em 2019, a 133ª reunião da Associação Histórica Americana contou com apresentações das historiadoras Mona L. Siegel da Universidade do Estado da Califórnia e Dorothy Sue Cobble da Universidade Rutgers, que reavaliaram a importância da Conferência Interaliada das Mulheres para o processo de paz em 1919. Siegel concluiu que, embora as delegadas da conferência das mulheres não tenham alcançado muitos de seus objetivos, elas legitimaram a participação das mulheres na formulação de políticas internacionais e globalizaram a discussão dos direitos humanos, sucessos que continuam até os dias atuais.

## Participantes da conferência

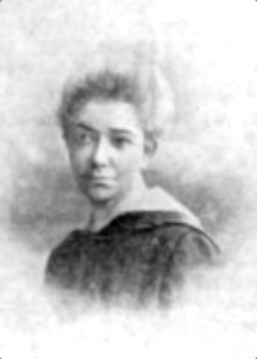
Margherita Ancona
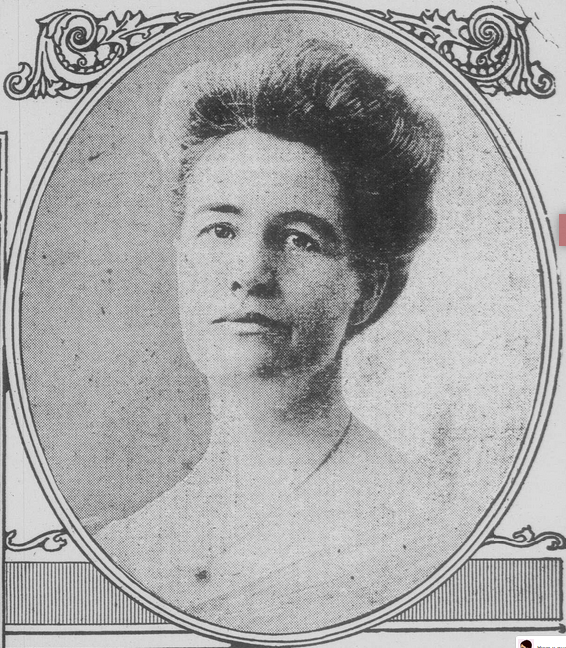
Fannie Fern Andrews
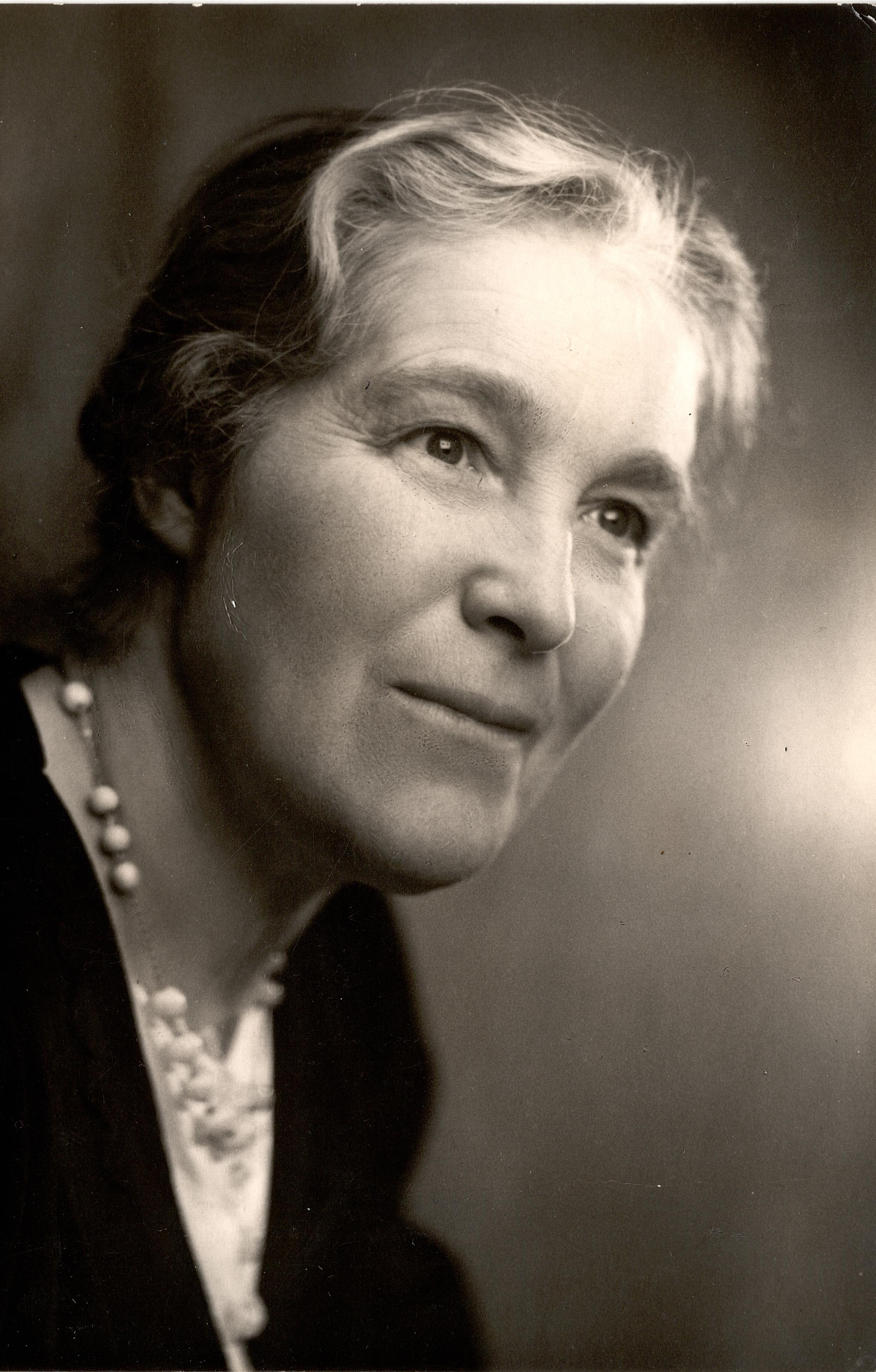
Margery Corbett Ashby
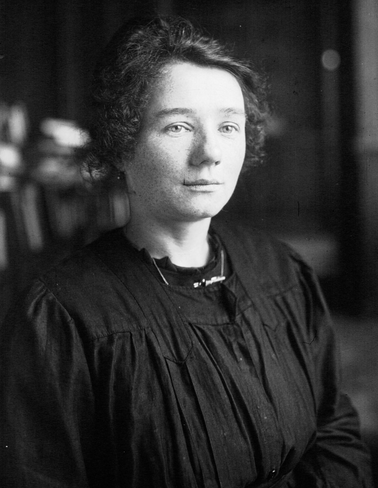
Georgette Bouillot
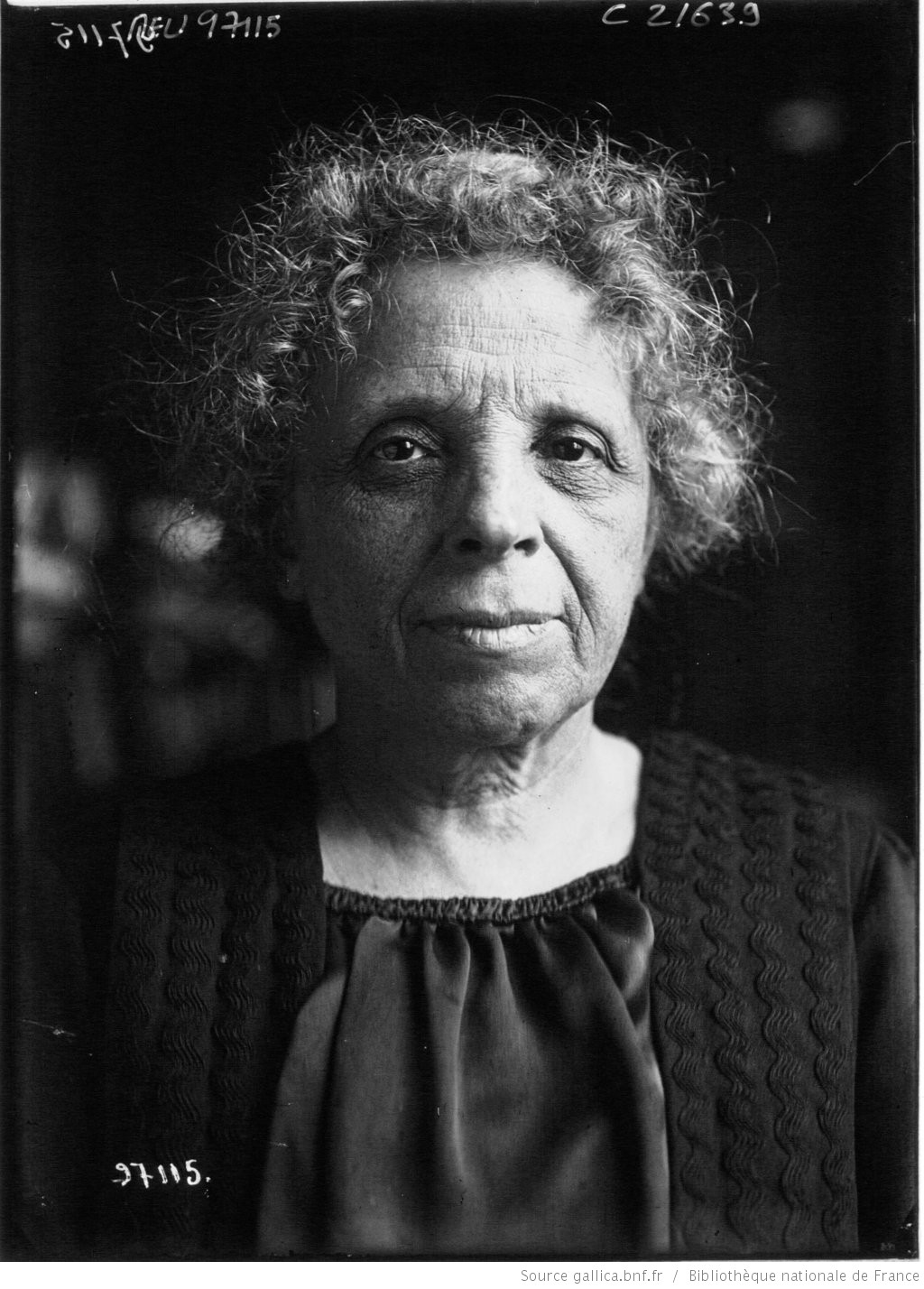
Jeanne Bouvier
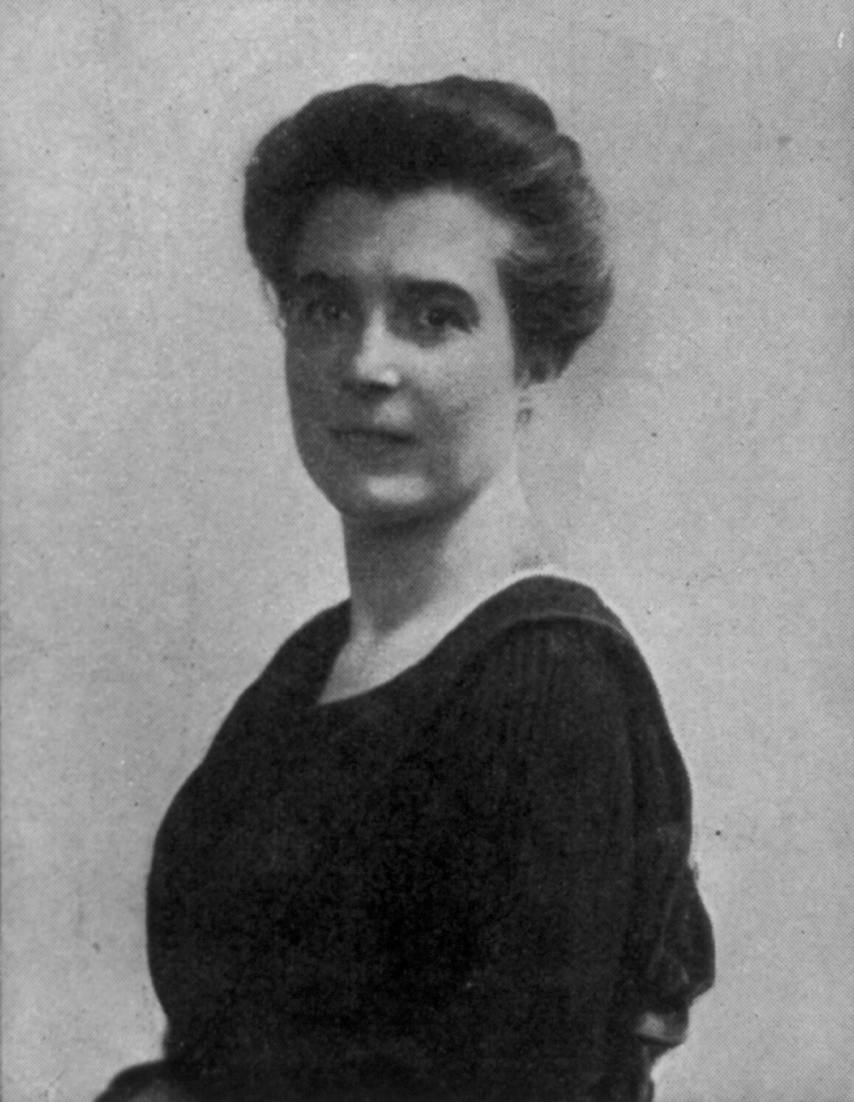
Jane Brigode
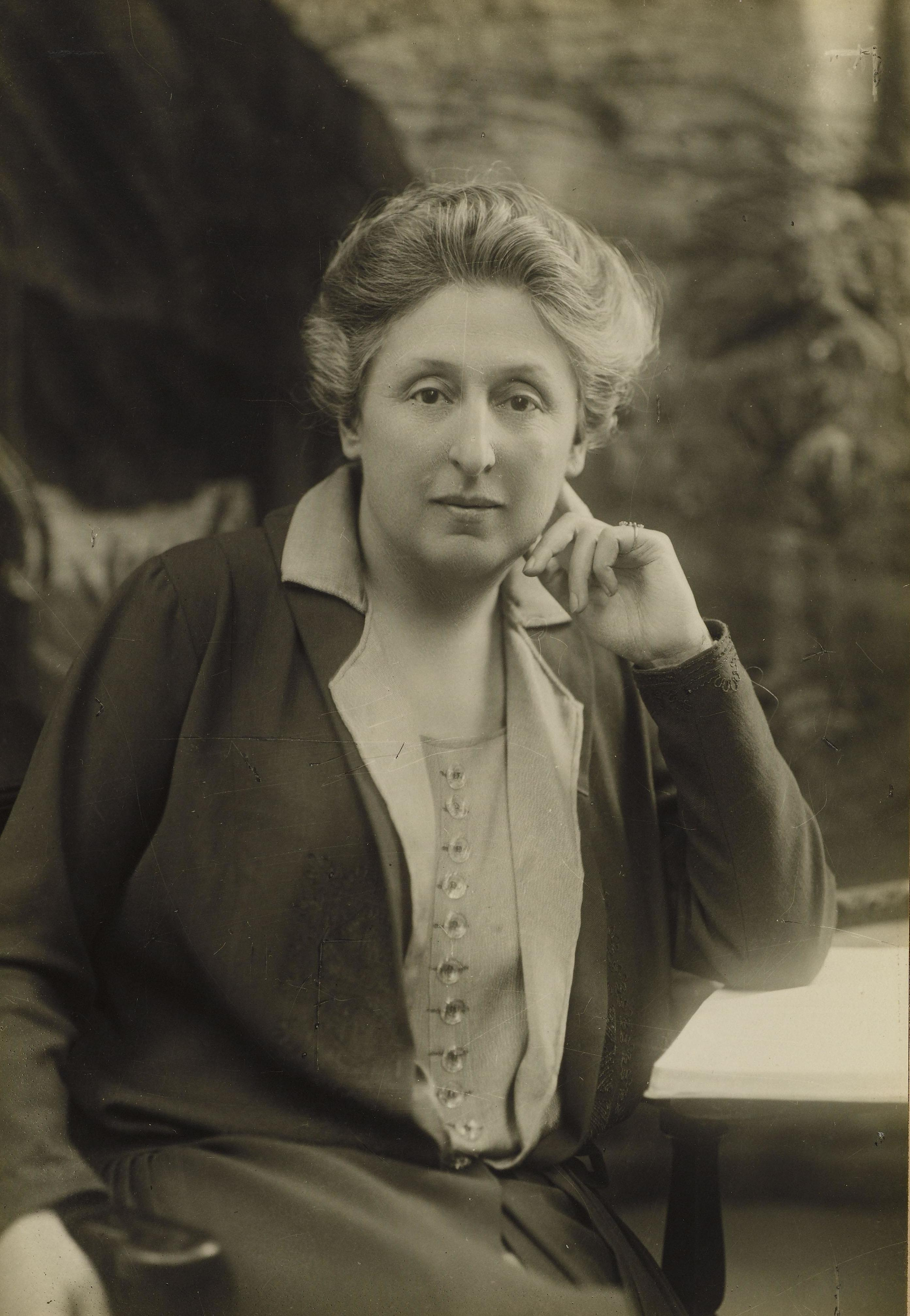
Cécile Brunschvicg
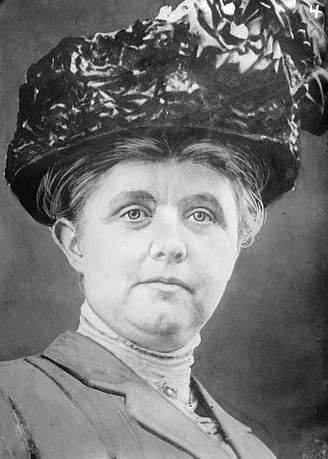
Katharine Bement Davis
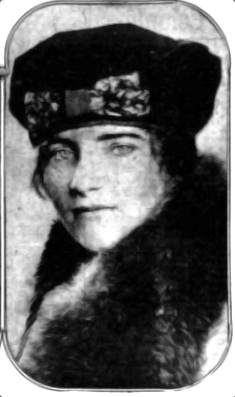
Constance Drexel
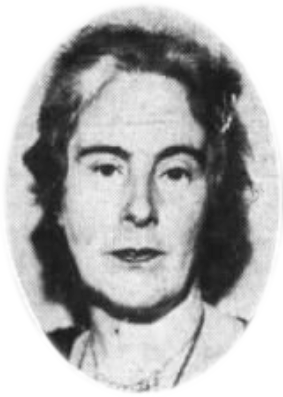
Margery Fry
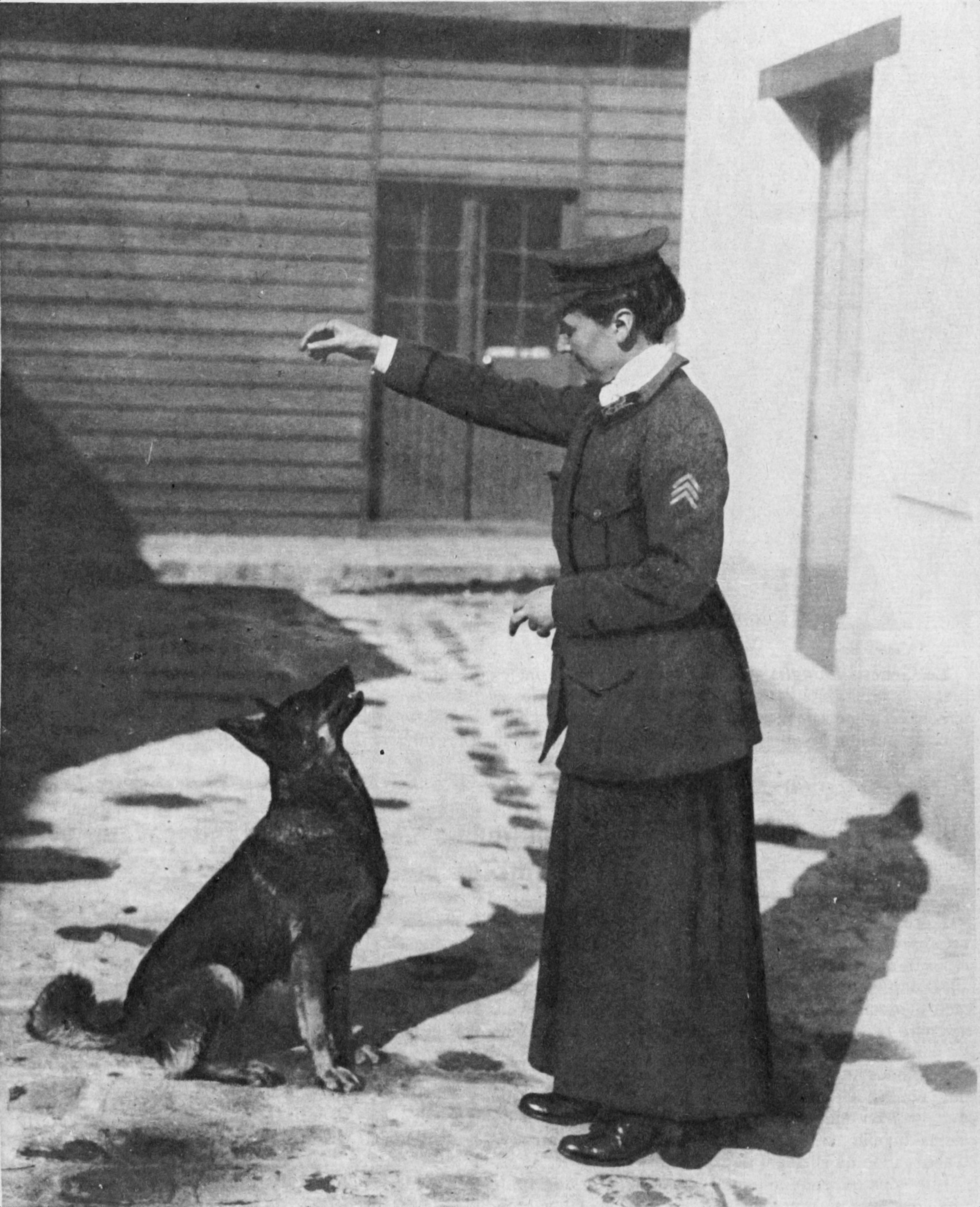
Nicole Girard-Mangin
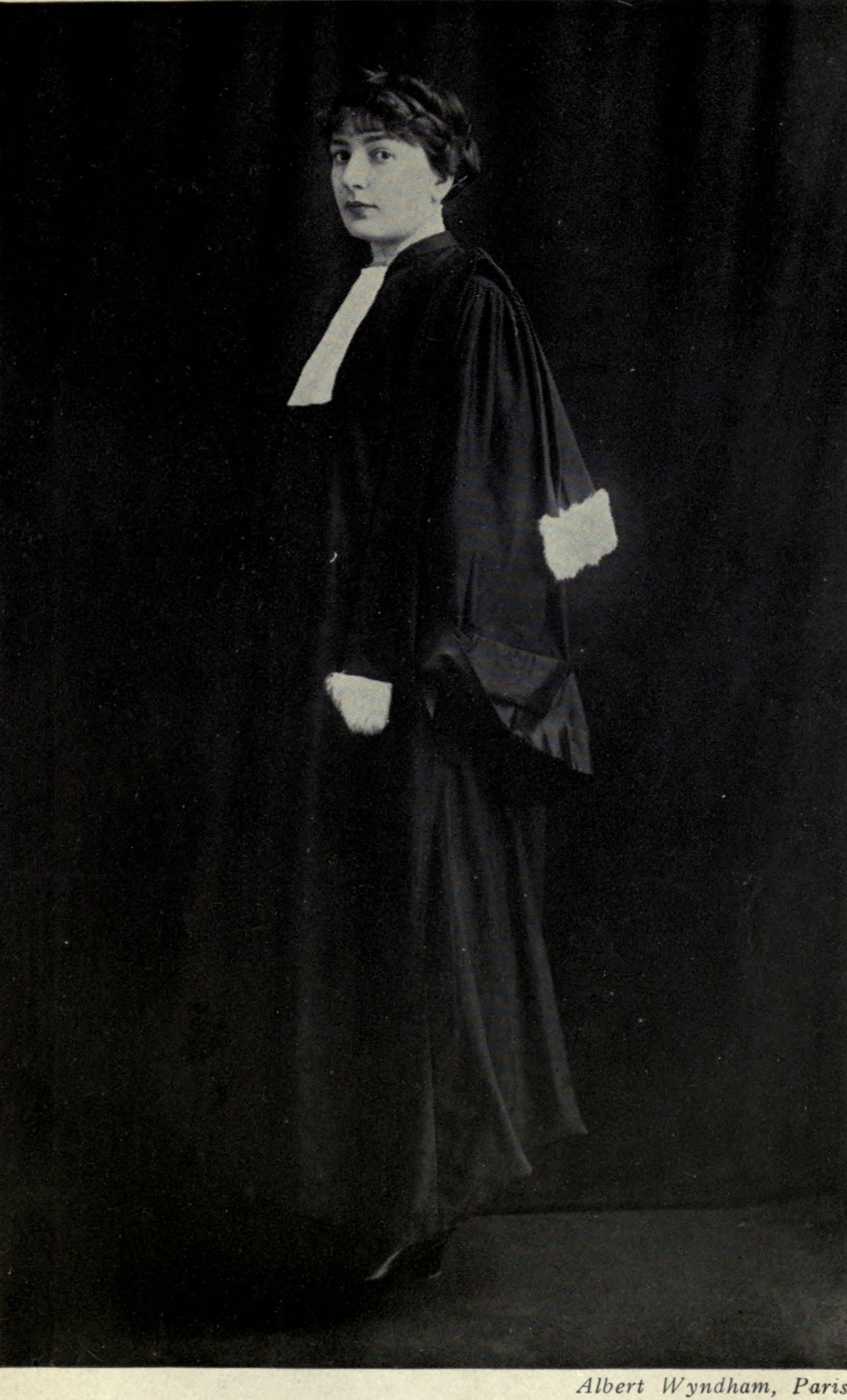
Suzanne Grinberg
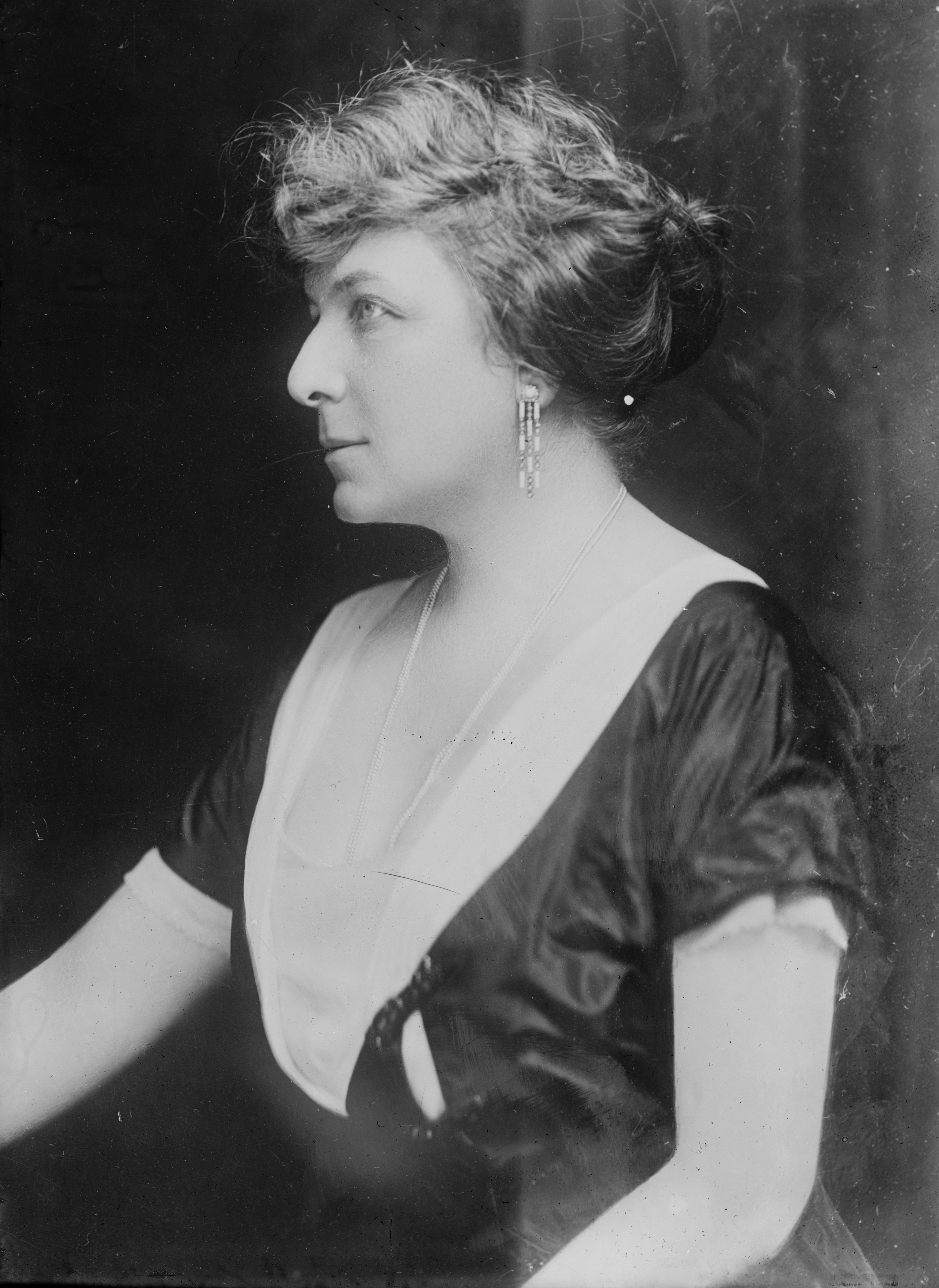
Florence Jaffray Harriman
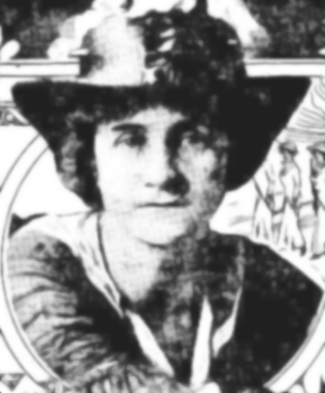
Juliet Barrett Rublee
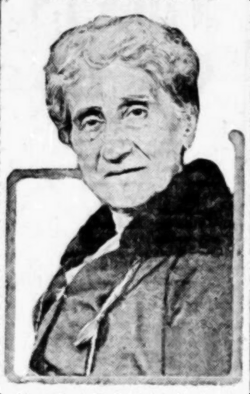
Avril de Sainte-Croix
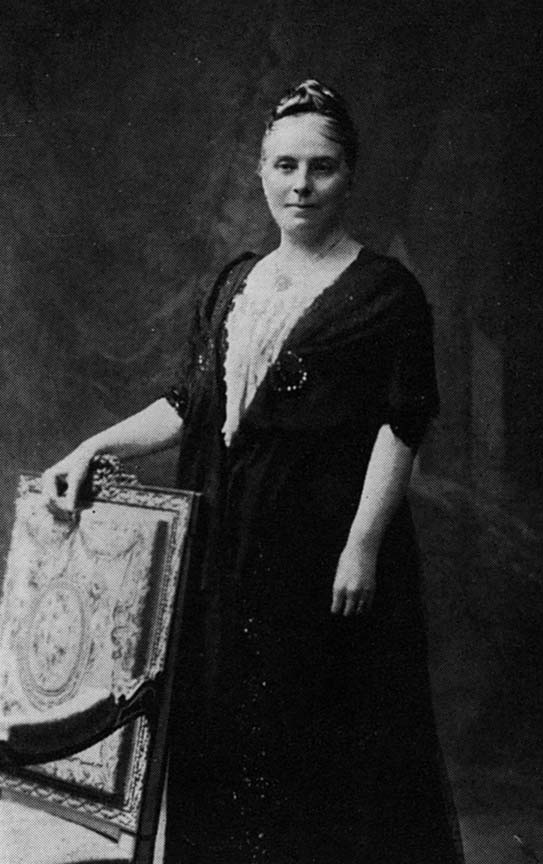
Julie Siegfried
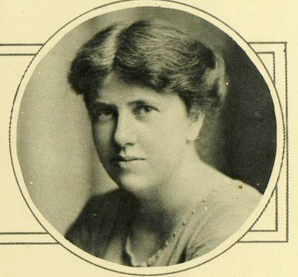
Ray Strachey
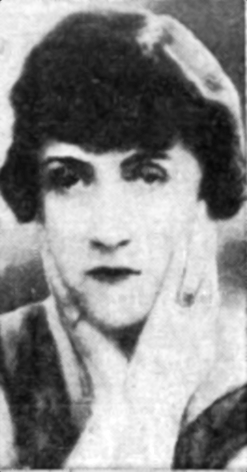
Valentine Thomson
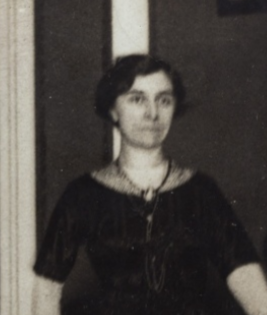
Maria Vérone

### Citações
1. ↑  Finch 1919, p. 186.
2. ↑  The Guardian 1919b, p. 9.
3. ↑  Carruthers 2015, p. 5.
4. ↑  Charnovitz 2003, p. 61.
5. ↑  Charnovitz 2003, p. 62.
6. ↑  Slosson 1920, pp. 362–363.
7. 1 2 3  Dostaler 2007, p. 141.
8. ↑  Slosson 1920, p. 365.
9. ↑  Slosson 1920, pp. 367–368.
10. 1 2  Charnovitz 2003, p. 67.
11. 1 2 3 4  Sluga 2000, p. 508.
12. ↑  Rupp 1997, p. 211.
13. ↑  Offen 2018, p. 597.
14. ↑  Siegel 2019, pp. 1–2.
15. 1 2  Ferguson 1919, p. 5.
16. ↑  The Philadelphia Inquirer 1919, p. 4.
17. 1 2  Drexel 1919a, p. 2.
18. 1 2  Hansen 1919, p. 33.
19. ↑  The New York Tribune 1919, p. 4.
20. 1 2  Sluga 2000, pp. 506–507.
21. ↑  Zimmermann & Major 2006, pp. 485, 487.
22. 1 2  Guerra 2012, p. 76.
23. 1 2  Siegel 2019, p. 2.
24. ↑  Cobble 2018, p. 29.
25. ↑  
Siegel 2019, p. 9; Oldfield 2003, pp. 89, 104; Andrews 1919, p. 2.
26. 1 2 3  The Star Tribune 1919, p. 10.
27. ↑  Charnovitz 2003, p. 60.
28. ↑  Siegel 2019, p. 1.
29. 1 2 3 4 5 6 7 8 9 10  Siegel 2019, p. 9.
30. ↑  Pedersen 2019, pp. 137, 147.
31. ↑  Oldfield 2003, p. 310.
32. 1 2  The Chicago Tribune 1919, p. 5.
33. ↑  Edwards 1991, p. 16.
34. 1 2 3 4 5  Drexel 1919b, p. 2.
35. 1 2 3 4 5  Sluga 2006, p. 106.
36. 1 2 3  Siegel 2019, p. 4.
37. ↑  Howarth 2007.
38. 1 2  The Guardian 1919a, p. 5.
39. 1 2 3 4 5 6 7 8 9  Oldfield 2003, p. 104.
40. 1 2  Oldfield 2003, p. 105.
41. ↑  The Guardian 1912, p. 14.
42. ↑  Caron 2009.
43. ↑  Drexel 1919c, p. 8.
44. ↑  Bard 2015.
45. ↑  The Greenville Daily News 1919, p. 1.
46. ↑  The Daily Arkansas Gazette 1912, p. 44.
47. ↑  Johnson 2017, p. 183.
48. ↑  The New York Tribune 1919, p. 2.
49. ↑  Drexel 1919d, p. 3.
50. ↑  The Auckland Star 1919, p. 16.
51. ↑  The Colonist 1919, p. 2.
52. 1 2  Drexel 1919e, p. 3.
53. ↑  The Sydney Morning Herald 1919, p. 7.
54. 1 2 3  Sluga 2000, p. 498.
55. ↑  Minutes of Meetings 1919, p. 1013.
56. ↑  Minutes of Meetings 1919, pp. 1013–1038.
57. ↑  Law 2000, p. 45.
58. ↑  Logan 2014, p. 371.
59. ↑  Morton 2018.
60. ↑  Hornbach 2003, p. 204.
61. ↑  Siegel 2019, p. 6.
62. 1 2 3 4  Siegel 2019, p. 7.
63. ↑  Charnovitz 2003, p. 68.
64. 1 2 3 4 5 6 7 8 9 10 11  Oldfield 2003, p. 89.
65. ↑  Chabot 2003, p. 30.
66. 1 2 3  Cobble 2018, p. 30.
67. ↑  Dreyfus & Racine 2008.
68. ↑  Kimble 2016, p. 139.
69. 1 2 3  Clemente 1986.
70. 1 2  Naldi 2010, p. 260.
71. 1 2  Andrews 1919, p. 2.
72. ↑  Oldfield 2003, pp. 89, 104.
73. ↑  Gérin 1969, p. 260.
74. ↑  Cobble 2018, pp. 31–32.
75. ↑  The St. Louis Star 1919, p. 1.
76. ↑  Oldfield 2003, pp. 104–105.
77. ↑  Oldfield 2003, p. 106.
78. ↑  Bouquet 2019.
79. ↑  Morant 2014.
80. ↑  Témoignages de 1914–1918 2015.
81. ↑  Offen & Bruhat 2005.
82. ↑  Feutry 2017, p. 204.
83. ↑  Downing 1913, p. 56a.
84. ↑  Year Book 1916, p. 14.
85. ↑  Stomfay-Stitz 1994, p. 7.
86. ↑  Bartoloni 2016.
87. ↑  Siegel 2019, p. 8.
88. ↑  Sluga 2000, p. 500.
89. 1 2  Pietilä 1999, p. 2.
90. 1 2  Sluga 2000, p. 507.
91. ↑  Wiltsher 1985, pp. 200–202.
92. ↑  Cobble 2018, p. 32.
93. ↑  Cobble 2015, p. 214.
94. ↑  Cobble 2014, pp. 1064–1065.
95. ↑  Cobble 2014, p. 1066.
96. ↑  Cobble 2014, pp. 1069–1070.
97. 1 2 3  Poinsotte 2002.
98. ↑  de Haan 2004, pp. 156–161.
99. ↑  Sluga 2000, p. 495.
100. ↑  Humanity 2016.
101. ↑  Sluga 2000, pp. 496–497.
102. ↑  Global Feminisms and 1919 2019.